# Masaru Tanaka
Masaru Tanaka (jap. 田中 賢, Tanaka Masaru; * 1946 in Nagaoka, Niigata, Japan) ist ein japanischer Komponist und Musikpädagoge.
Seine Studien absolvierte er an der Musikhochschule Tokio und an der Hochschule der Künste in Berlin. Danach war er eine Zeit lang Lehrer an der Musikschule in Berlin-Reinickendorf. Später wurde er Dozent an der Tokyo Kasei University sowie am Tokyo Kasei Junior College. Des Weiteren doziert er Solfege an der Ferris University – College of Music in Yokohama.
Für seine Kompositionen erhielt er Auszeichnungen und Preise im In- und Ausland, so zum Beispiel 1978 23. Kompositionspreis der Stadt Stuttgart sowie einen Preis bei Internationalen Gaudeamus Kompositions-Wettbewerb.

## Werke

### Werke für Blasorchester
- 1984 – Totem Pole of the Southern Skies
- 1988 – Medosera for Percussion and Symphonic Band
- 1988 – Methusala I for Percussion and Symphonic Band
- 1989 – Origin I – Dance of the Earth
- 1990 – Eoria for Symphonic Band
- 1992 – Birds of the Red Flame
- 1993 – -im Licht – In Light-
- 1997 – Acala
- Beginning of all
- From the land of grateful light – version1
- From the land of grateful light – version2
- Into Space – to the Universe
- Kagayaki no Kuni kara (From the Land of Splendor)
  1. Inishie Yori (From Ancient Times)
  2. Komori Uta (Lullaby)
  3. Kagayaki no Toki (Time of Splendor)
- March 2001
- Methusala II for Percussion and Symphonic Band
- Methusera 1
- Neleides
- Nereides for Symphonic Band
- Phonix -Prominece Bird
- Prominence Bird for Symphonic Band

### Kammermusik
- 1977 – Ai-ka – Trio für Flöte und zwei Schlagzeuger
- 1979 – Echo from South for percussion
- 1981 – On The Movement – für Violine und Klavier
- 1981 – On the Movement II for Ensemble für Harfe, Flöte und 4 Schlagzeuger
- 1991 – Beat the Feeling for 6 Percussion Players

| Personendaten    | Personendaten                           |
| ---------------- | --------------------------------------- |
| NAME             | Tanaka, Masaru                          |
| ALTERNATIVNAMEN  | 田中賢 (japanisch)                      |
| KURZBESCHREIBUNG | japanischer Komponist und Musikpädagoge |
| GEBURTSDATUM     | 1946                                    |
| GEBURTSORT       | Nagaoka-shi, Niigata-ken, Japan         |